# Nicole Konderla
Nicole Konderla, född 8 december 2001 i Bełchatów, är en polsk backhoppare som tävlat i världscupen i backhoppning sedan januari 2021. Hon deltog i Världsmästerskapen i nordisk skidsport 2021 i Oberstdorf samt i Olympiska vinterspelen 2022 i Peking. I februari 2022 i Willingen kom hon på tjugoandra plats vilket är hennes bästa resultat i världscupen. Sammanlagt har hon tagit världscuppoäng två gånger, nitton poäng sammanlagt.
Konderla tävlar för skidklubben AZS AWF Katowice och tränas av Lukasz Kruczek som länge tränade det polska herrlaget med stor framgång. Hon bor i Wisła.